# Historische Tuin Aalsmeer
De Historische Tuin Aalsmeer is een botanische tuin in de Noord-Hollandse tuinbouwgemeente Aalsmeer. De tuin heeft als doelstelling om vroeger geteelde gewassen te behouden, oude teeltwijzen te gebruiken en het onderhouden en opbouwen van een verzameling van voorwerpen en materialen met tuinbouwhistorisch belang.

## Geschiedenis
De grond van de tuin is op 4 februari 1975 aangekocht door de gemeente, waarna de op 20 januari 1978 opgerichte Stichting Historische Tuin Aalsmeer het beheer over de tuin overnam. Een monumentale boerderij, een bloemisterij, twee rozenkassen, oude boten waarmee vroeger de gewassen werden vervoerd in en rond Aalsmeer maken onderdeel uit van de tuin. 
In 1999 is een houten veilinggebouw gebouwd. In de veilingruimte hangt een veilingklok uit de jaren dertig van de twintigste eeuw, die werd gebruikt voor de Aalsmeerse veiling Bloemenlust. Er worden regelmatig veilingen bij afslag onder leiding van een veilingmeester gehouden. Bezoekers kunnen hierbij een bos bloemen, een kamerplant of een tuinplant kopen.
De tuin is aangesloten bij de Nederlandse Vereniging van Botanische Tuinen (NVBT) en de Museumvereniging. De boerderij is een rijksmonument. Er werken twee vaste personeelsleden, de overige werkzaamheden worden verricht door vrijwilligers.

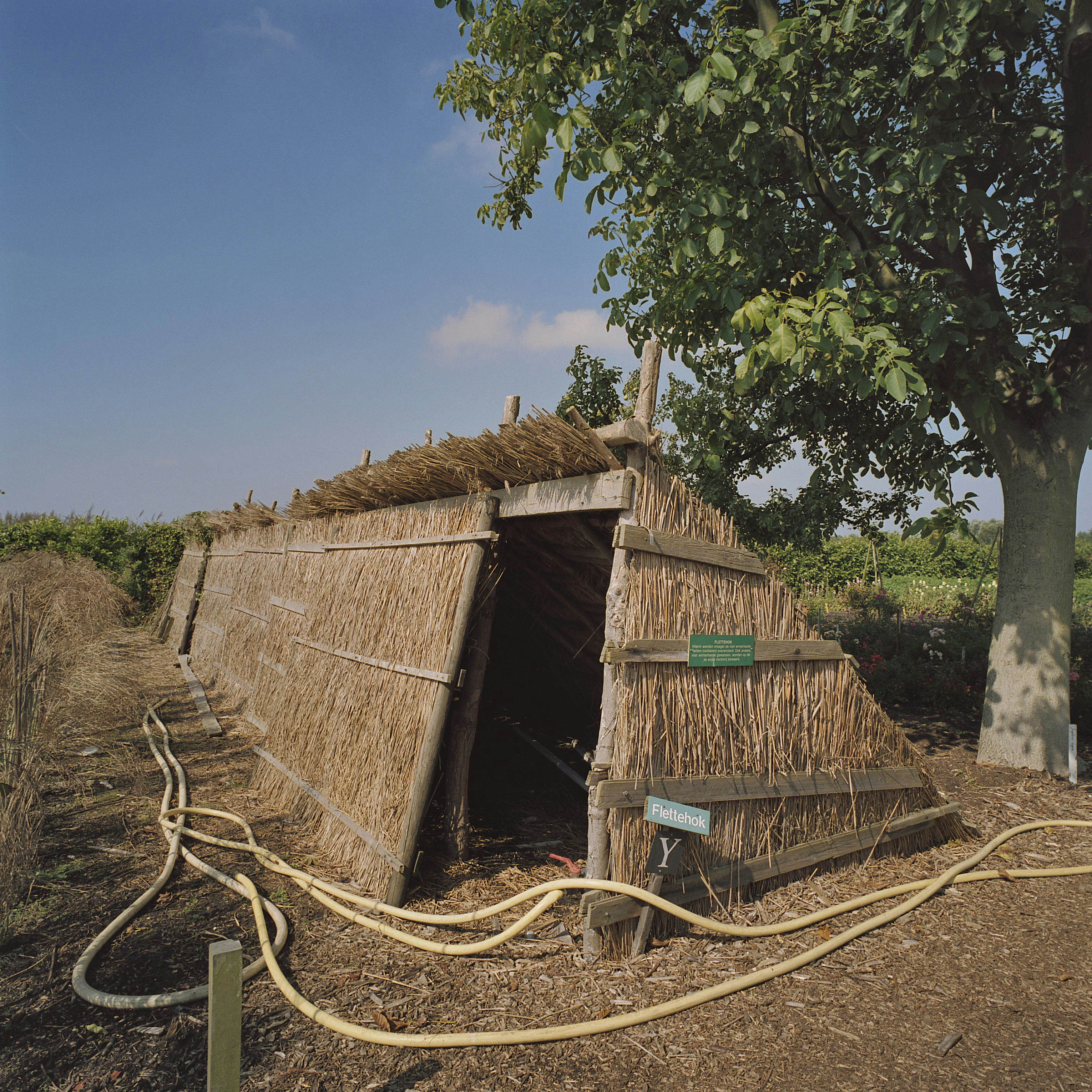
Flettehok
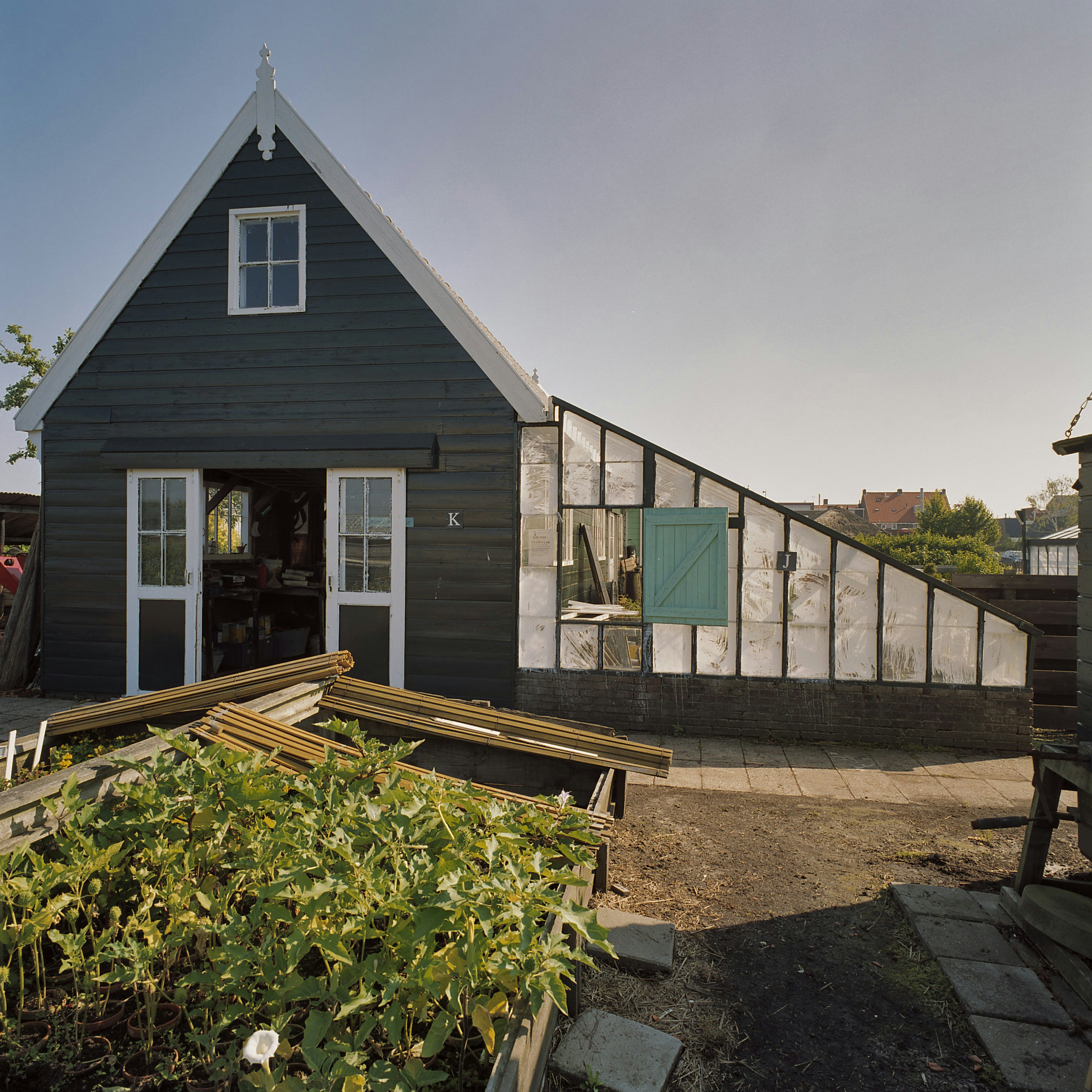
Muurkas of kruip-in
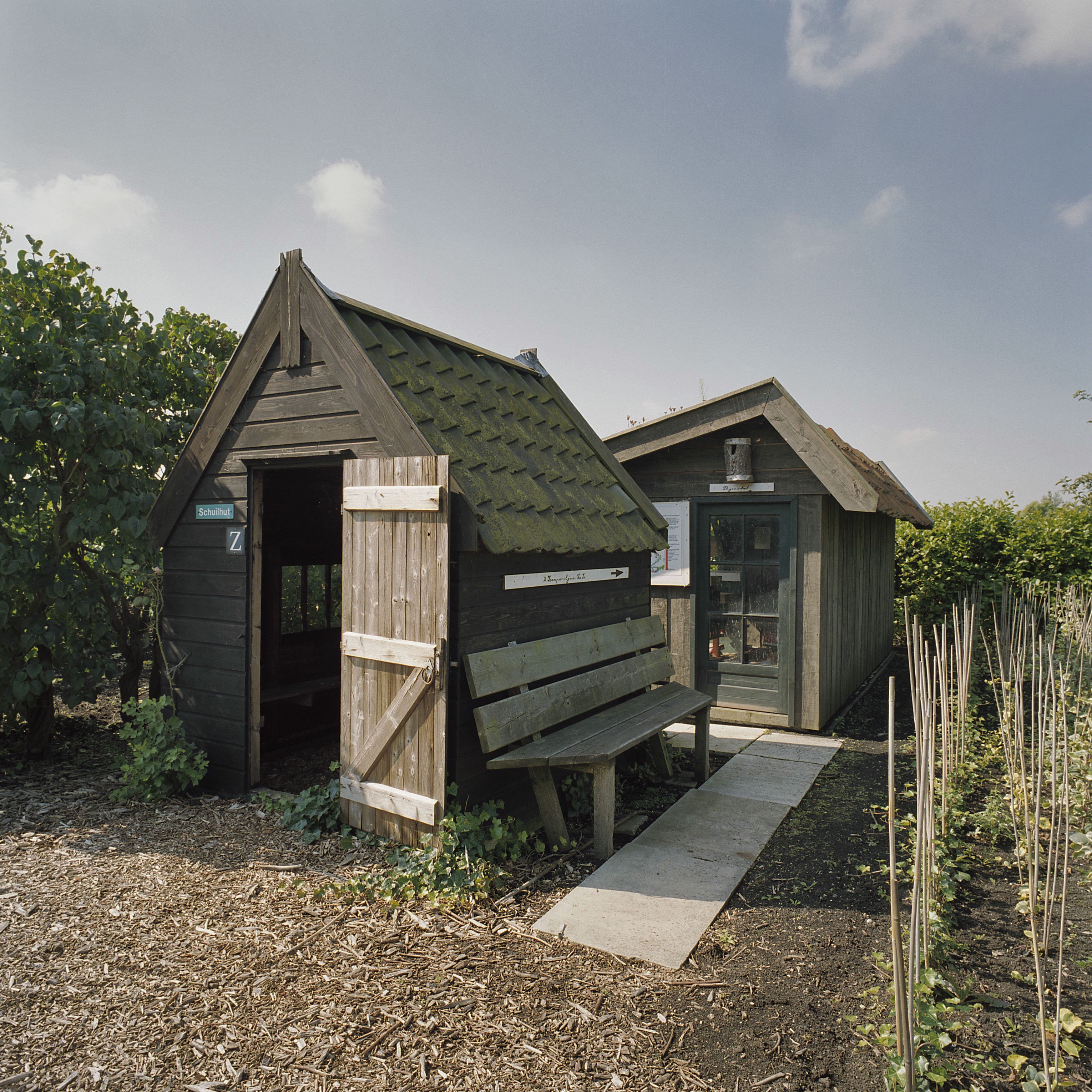
Twee houten schuurtjes
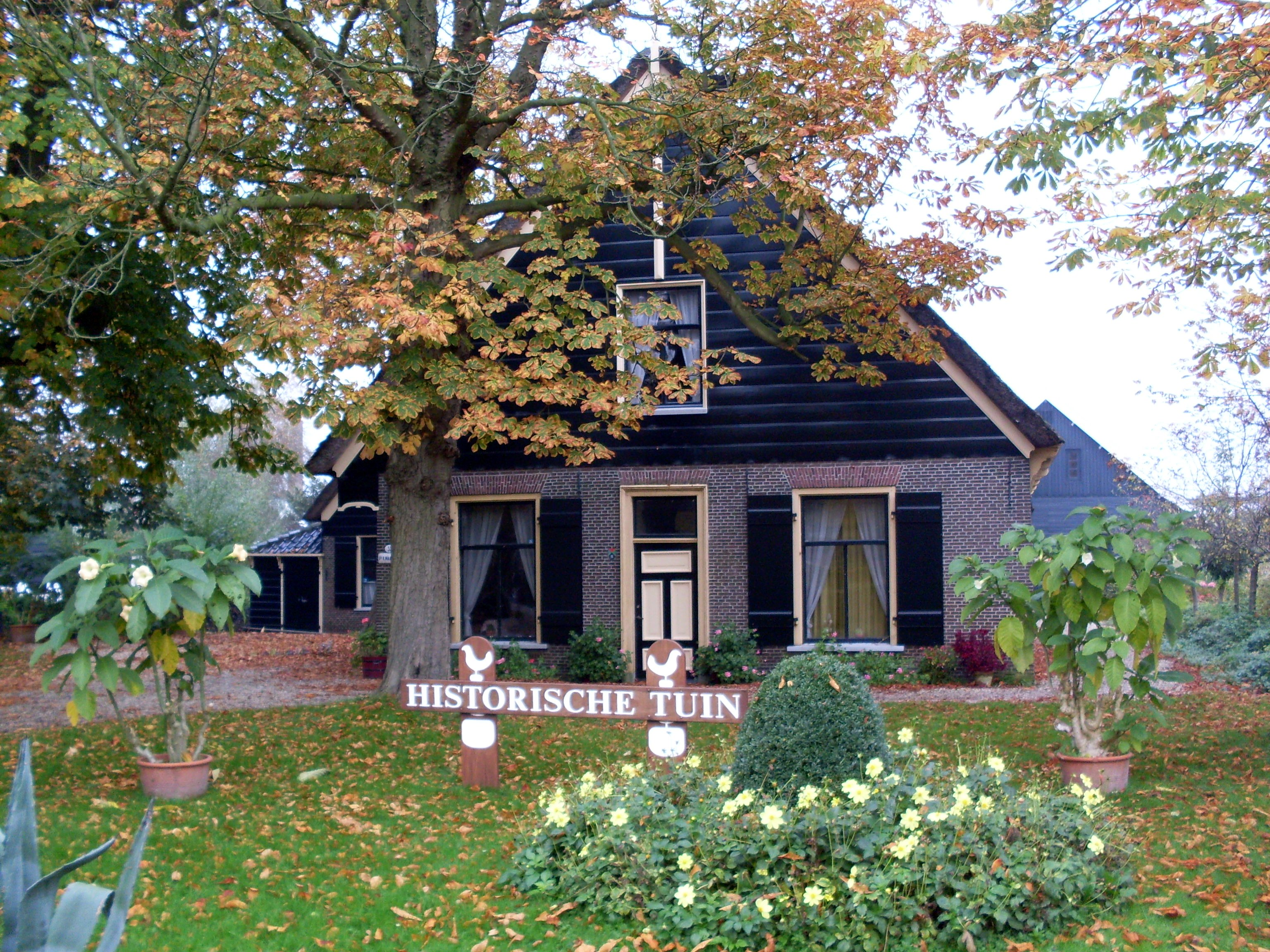
Boerderijwoning (rijksmonument)
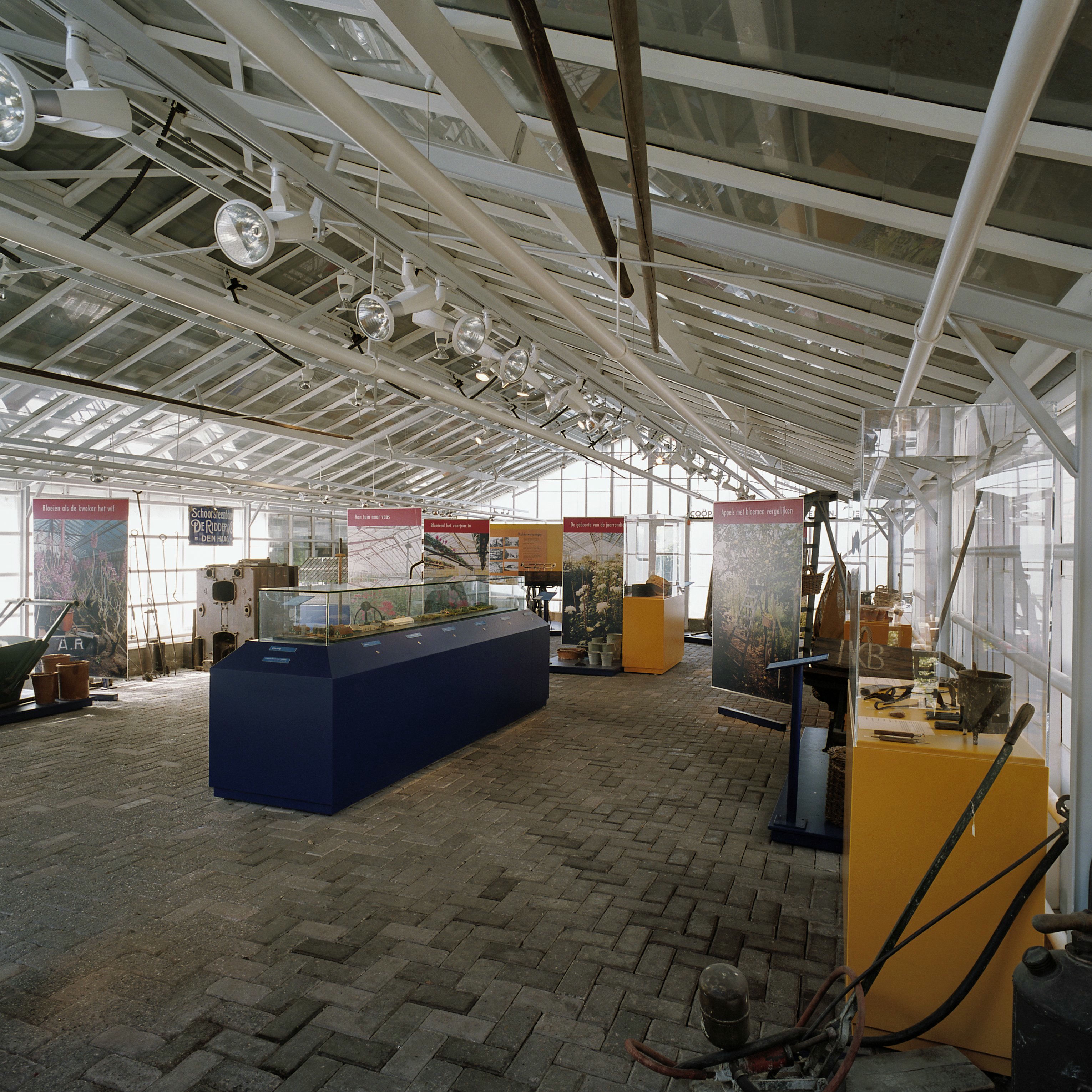
Tentoonstellingsruimte in een kas
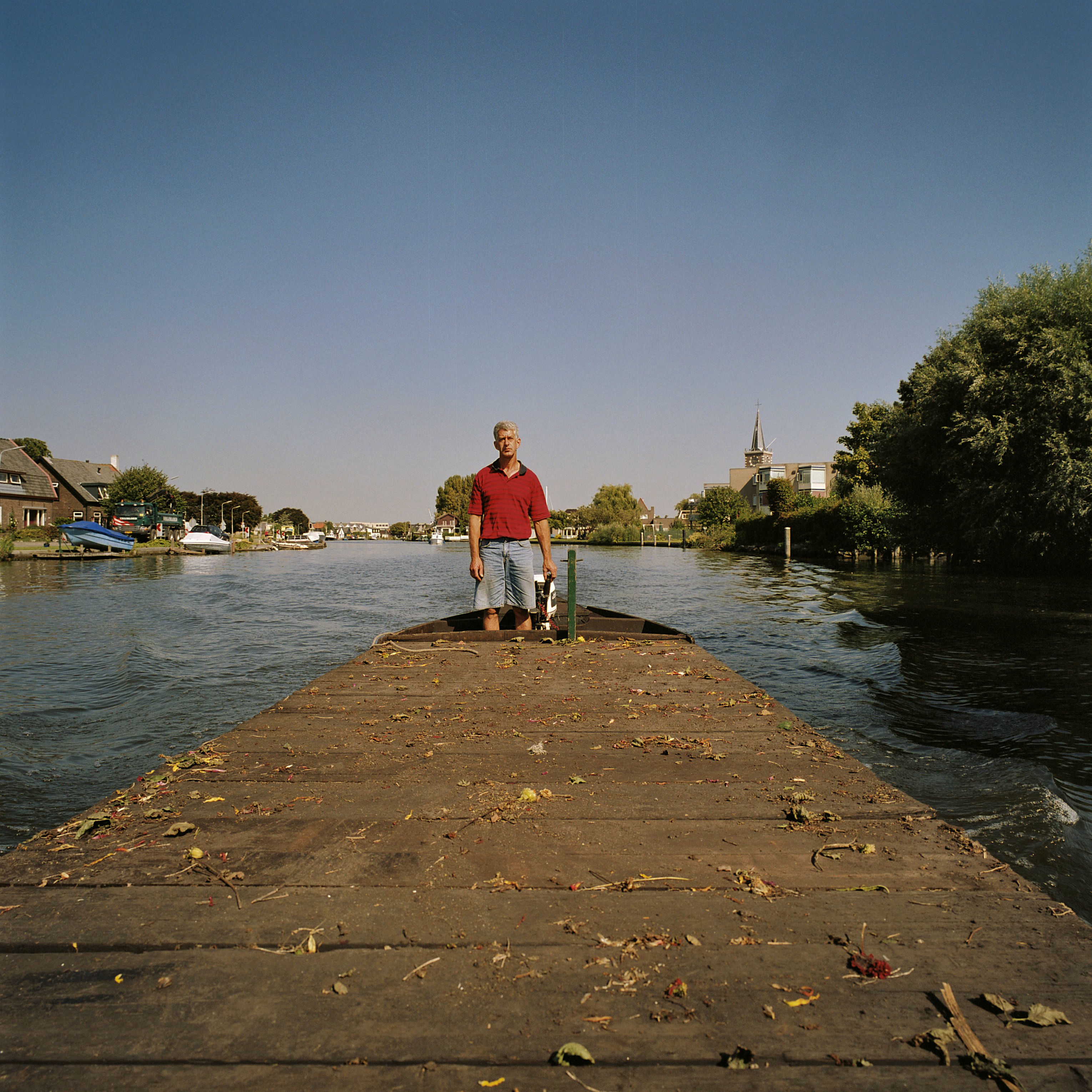
Oud platbodemschip
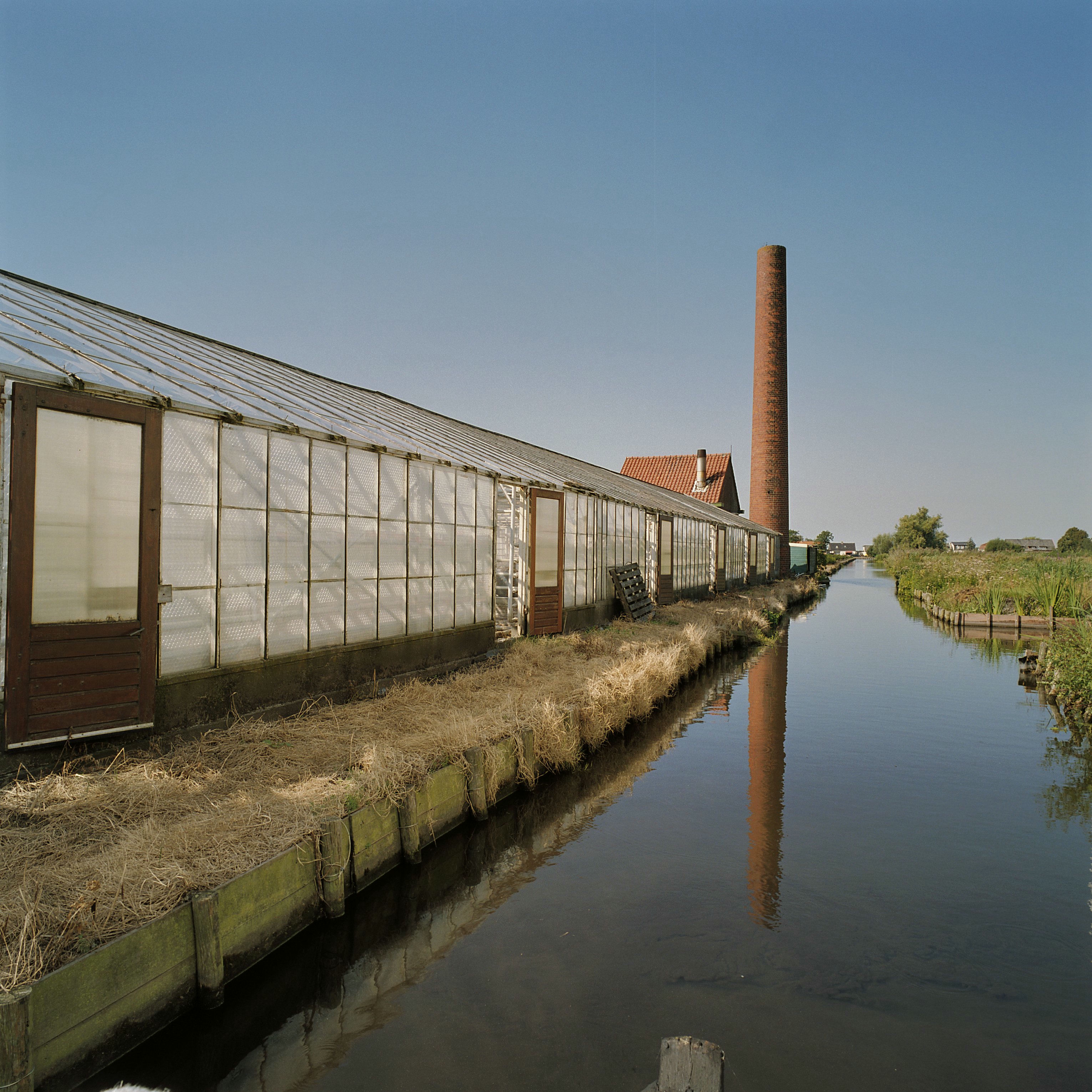
Schoorsteen

## Botanische collectie
Er zijn vele plantensoorten in de tuin te zien. Alle planten zijn voorzien van naambordjes. De tuin heeft een collectie rozen die zowel in kassen als buiten te bewonderen is. Er zijn buxushagen en in aparte vormen gesnoeide buxussen te zien. Er groeien trekheesters (heesters die vervroegd in bloei komen door een temperatuurbehandeling) als sering en Viburnum. In de tuin staat een perenboom waarbij men erin geslaagd is om door middel van enting dertien verschillende perenrassen aan deze boom te laten groeien. 
Daarnaast zijn er onder meer nog dahlia’s, chrysanten, perkplanten, coniferen, kleinfruit, een collectie klimplanten (onder meer Clematis) en een koningslinde te zien.